# Бургфрайхайт
Бургфрайхайт (нем. Burgfreiheit) был одним из старых районов Кёнигсберга (Пруссия).

## История
Бургфрайхайт простирался к северу от Кёнигсбергского замка по обе стороны от Замкового пруда и находился за пределами трёх градообразующих районов Кёнигсберга — Альтштадта, Лёбенихта и Кнайпхофа. Ближайшими, примыкавшими к району кварталами были Штайндамм на западе, Трагхайм на севере, Россгартен на северо-востоке, Ной-Зорге на востоке, Лёбенихт на юго-востоке и замок на юге.
Согласно историческим документам, в 1255 году, район был заселён достойными гражданами и ремесленниками в окрестностях замка Тевтонских рыцарей. Это был один из районов близ замка, который имел особые права. Во время тевтонской эпохи в районе были мельницы, суд, лазарет и две церкви. C 1500 года он был защищён городскими стенами. В эпоху Прусского герцогства он попал под юрисдикцию Бургграфа, проживавшего в замке.
Большинство приверженцев реформатства Кёнигсберга жили в Бургфрайхайте. Бургкирха была построена в 1690-х годах. Их дети посещали школу Бургшуле. В 1680 году или 1682 Фридрих Вильгельм I, Великий курфюрст, разрешил еврейским жителям города арендовать место для молитвы в отеле Эленбургершес хаус (позднее отель Немецкий дом) на Кервидерштрассе.
В 1701 году большинство протестантских жителей Бургфрайхайта обратилось к королю Фридриху I с просьбой поднять район до статуса предлагаемого четвёртого города, и назвать его — Фридрихштадт или Кёнигштадт. Они также попросили герб изображающий руку спускающуюся с небес, держащую корону, окружённую звездой и синим крестом. Изображения были взяты из ордена «Чёрного орла». Петиции бургерцев были побеждены оппозицией трёх других советов городов и взяткой в 200 дукатов Вартенберга.
Альтштадт, Лёбенихт, Кнайпхоф и их соответствующие пригороды были объединены в единый город Кёнигсберг в 1724 году. Однако замок Кёнигсберг и его пригороды, в том числе Бургфрайхайт, были включены в пределы нового города, но оставались под королевским, а не муниципальным контролем. И, наконец, 19 ноября 1808 года, Бургфрайхайт вошёл в состав города в эпоху прусских реформ. Узнав о реорганизации, король Фридрих Вильгельм III отказался от земель Бургфрайхайта 4 ноября 1809 года.
Бургфрайхайт сильно пострадал от англо-американских бомбардировок Кёнигсберга в 1944 году и битве под Кёнигсбергом в 1945 году. Здания, пережившие Вторую мировую войну, впоследствии были разрушены в 60-х годах 20 столетия.

## Места
Улицы и скверы в Бургфрайхайте включали:
- Мюнплатц, где находился монетный двор, и Мюнштрассе
- Юнкерштрассе, где обитали юнкера
- Театрештрассе
- Французишештрассе, ранее Бурггассе, где жили многие французские беженцы-гугеноты
- Бургкирхштрссе, на которой находилась Бургкирха
- Парадеплац и Кёнигсгартен
- Казерненгассе, ранее Шталленгассе
- Принцезенштрассе (позднее часть Кантштрассе), где проживали придворные дамы

- Мюнцштрассе
- Гезекусплатц, 1900 год
- Парадеплатц, XX век
- Бургкирха